# Гекатомпедон
Гекатомпедон — прадавній храм Афінського акрополя, присвячений богині Афіні, найдавніший попередник Парфенона.

## Історія
Побудований на початку VI століття до н. е. в добу правління Пісістрата в межах території ще давнішого мікенського царського палацу, датованого приблизно XIV століттям до н. е, храм розташовувався навпроти Пропілей. Свою умовну назву храм отримав завдяки розмірам целли — 32,8 м (тобто 100 футів) на 16,4 м (відповідно 50 футів). Εκατόμπεδος досліно перекладається як стофутовий.
Руїни храму відкрив під час розкопок в XIX столітті німецький археолог Вільгельм Дерпфельд: збереглась основа двох колон мегарону. Наприкінці XIX століття виявили й скульптури фронтонних композицій цього храму. Сюжети зображень запозичені із давньогрецької міфології. На лівій метопі зображений Геракл, що бореться з морським чудовиськом, напівлюдиною-напіврибою, величезним лускатим Тритоном. Праворуч змальована фантастична істота з трьома людськими торсами, що вигинались зміїними хвостами та крилами за спиною. Перша фігура стискає в руці язик полум'я, друга — хвилясту стрічку, а третя тримає на долоні птаха. Це символи трьох стихій — вогню, води і повітря. Триголовий змій — Тритопатор — може уособлювати триголового велетня Геріона або морського старця Протея, який міг приймати будь-який вигляд, або Тифона, дракона, народженого в імлі підземного світу, або Нерей, морський дід, покровитель моряків, який часто зображувався, сидячи на тритоні з водоростями в повіках та волоссі та тризубцем у руці. На центральній метопі зображений бик, якого роздирає лев.
Скульптури виконані з м'якого пороського вапняку і добре зберегли яскраві фарби. Так, волосся на голові і бороді розфарбоване синіми, очі — зеленим, вуха, губи і щоки — червоним. Тіла покриті блідо-рожевою фарбою. Зміїні хвости розписані червоними і синіми смугами. Одна з голів триголового змія так і увійшла в історію мистецтва під умовною назвою «Синя Борода». Метопи Гекатомпедону нині експонуються в Новому музеї акрополя.

## Галерея

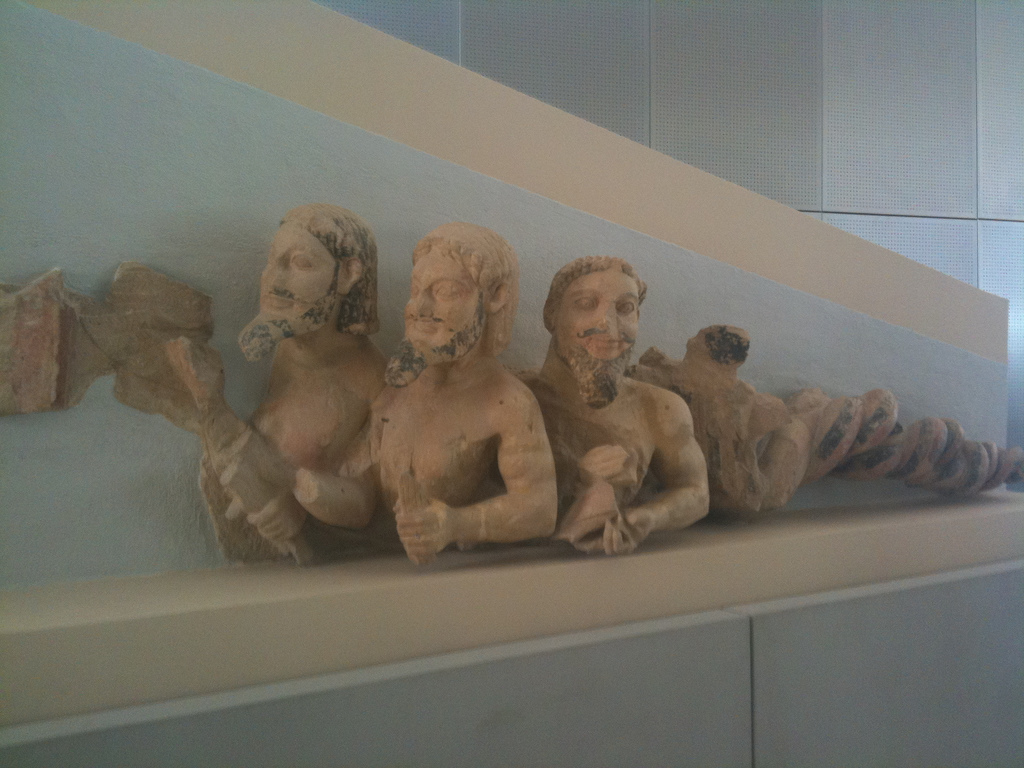
Триголовий змій — Тритопатор
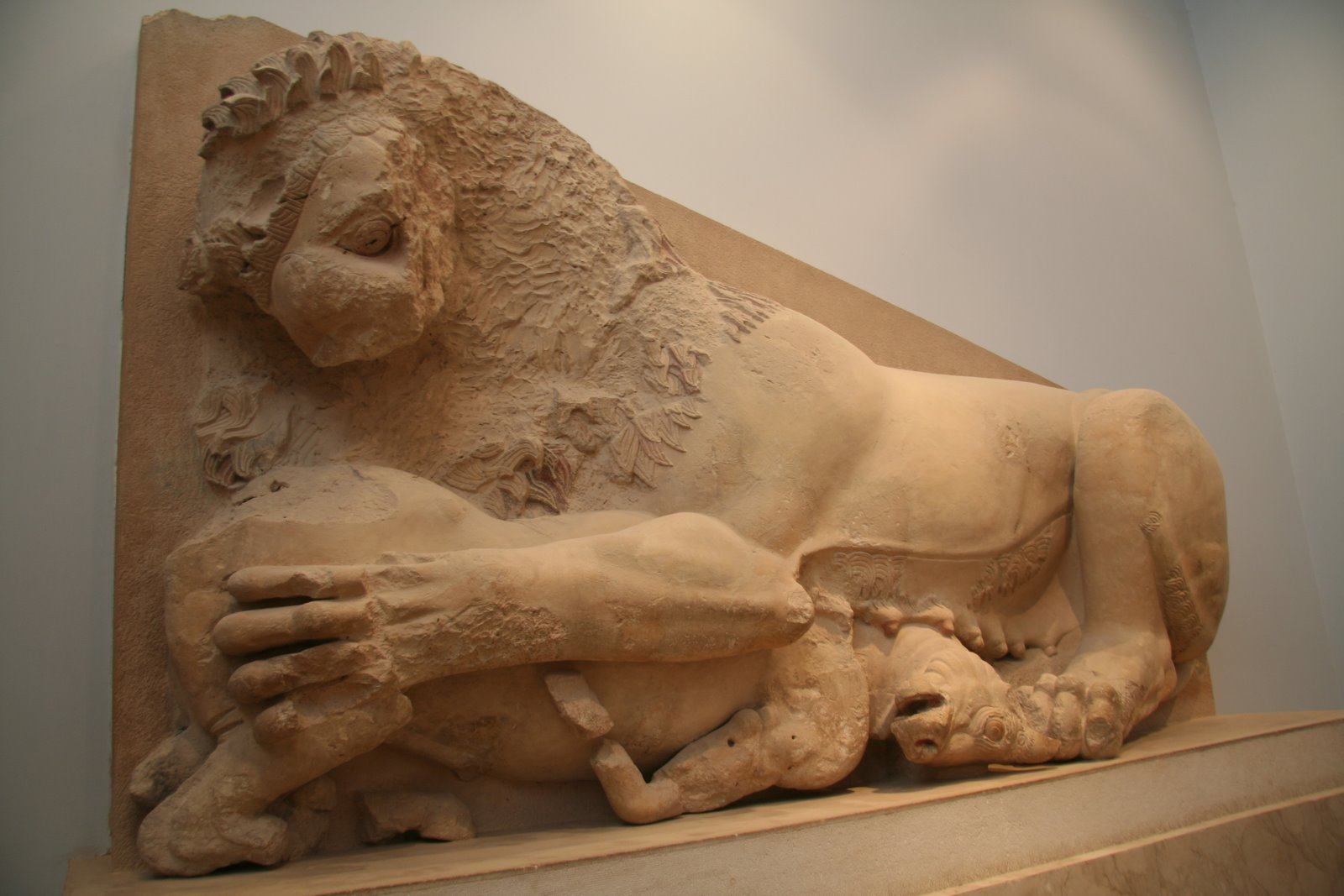
Центральна метопа фронтону Гекатомпедона, Новий музей акрополя
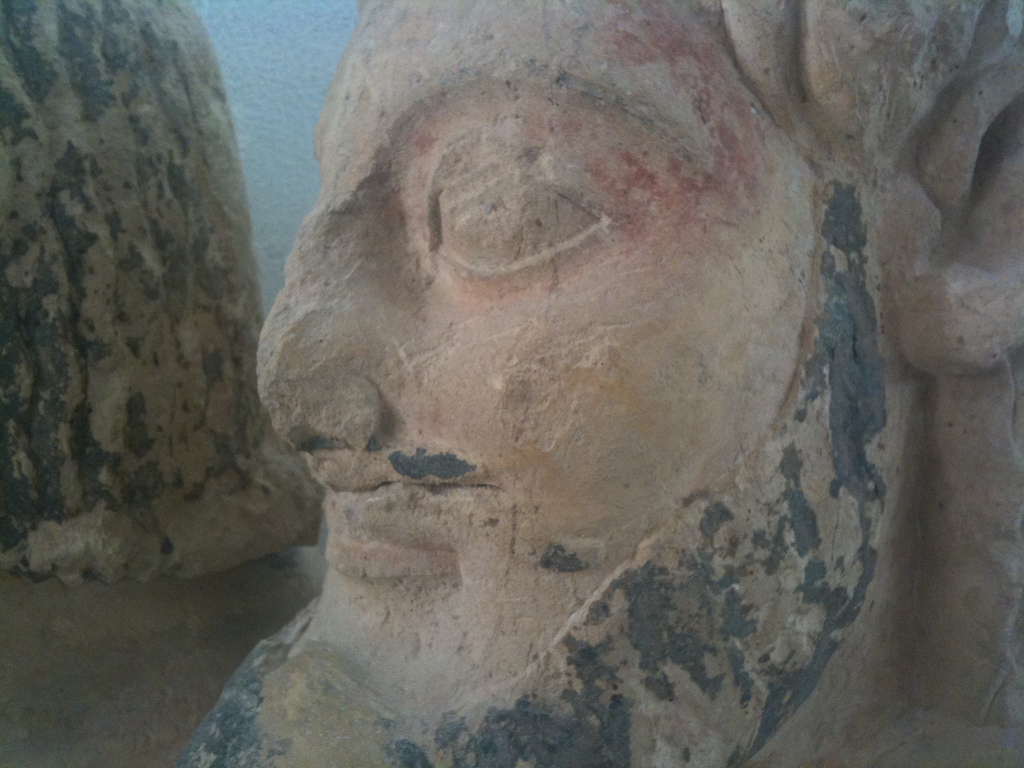
«Синя борода»